# Алет (син на Егист)
Вижте пояснителната страница за други значения на Алет.
Алет (на старогръцки: Ἀλήτης, Aigisthos), син на Егист, в гръцката митология е цар на Микена през 12 век пр.н.е.
След като Орест убива Егист и собствената си майка Клитемнестра заради смъртта на неговия баща Агамемнон, трябва да напусне страната. Когато в Микена идва фалшивото съобщение, Орест е даден като жертва на Артемида в Таврия, Алет поема царското управление. Орест обаче се връща обратно, убива Алет и се коронова за цар.